# Roland Bock
Roland Bock (* 3. August 1944 in Geislingen an der Steige) ist ein ehemaliger deutscher Ringer,  Wrestler und Unternehmer.

## Karriere
Jugendzeit und Anfänge
Roland Bock wuchs in Feuerbach auf. Bereits als Schüler wandte er sich dem Ringen bei der Sportvereinigung Feuerbach zu, einem Traditionsverein, bei dem schon seit der Jahrhundertwende um 1900 Schwerathletik betrieben wurde. Dabei erzielte er in allen Nachwuchskategorien in Baden-Württemberg in beiden Stilarten (griechisch-römisch und Freistil) hervorragende Ergebnisse. 1962 wurde er deutscher Jugendmeister in der Klasse über 79 kg Körpergewicht.
Ringen
1962 und 1965 wurde er auch deutscher Juniorenmeister im Schwergewicht. Inzwischen zu einem stattlichen Schwergewichtler herangewachsen, bei einer Größe von 1,92 m wog er ca. 120 kg, wurde er auch bald einer der besten Schwergewichtsringer in Deutschland und Europa. In Deutschland traf er in den Jahren von 1965 bis 1972 dabei oftmals auf den Altmeister Wilfried Dietrich, rang gegen ihn mehrere Male unentschieden, konnte ihn aber nie besiegen. Auch auf internationaler Ebene wurde er vom Deutschen Ringer Bund häufig eingesetzt und erzielte meist gute Ergebnisse. Höhepunkt seiner Laufbahn als Amateurringer waren die Europameisterschaften im griechisch-römischen Stil 1970 in Berlin (Ost), wo er in überlegenem Stil Europameister wurde und dabei auch den bulgarischen Weltmeister Alexandar Tomow besiegte. Es gelangen ihm auch ein Sieg über den sowjetischen Meister Anatoli Kotschnew und ein Unentschieden gegen den mehrfachen Weltmeister und Olympiasieger Anatoli Roschtschin. Roland Bock, der die besten körperlichen Voraussetzungen und ein hervorragendes technisches Können mitbrachte, scheiterte als Amateur häufig an seinem Nervenkostüm, was ihn noch größere sportliche Erfolge kostete.
Wrestling
Als Roland Bock 1972 nicht für die Olympischen Spiele in München nominiert wurde, zog er daraus die Konsequenzen. Der Grund, warum er nicht nominiert wurde: Nach den vorhergehenden Europameisterschaften in Kattowitz überwarf er sich mit dem Präsidenten des Deutschen Ringerverbandes, Hermann Schwindling, und wurde vorübergehend gesperrt. 1973 wechselte er ins Wrestling über. Dabei gelang ihm eine schillernde Karriere. Er galt als ausgesprochener No-Seller und Shooter und trat in Europa, Amerika sowie  in Japan an. 1978 besiegte er den legendären Japaner Antonio Inoki, der 1976 in einem Aufsehen erregenden Match gegen Muhammad Ali (Cassius Clay) angetreten war,  in 4 Minuten und 10 Sekunden. Ein anderer bekannter Gegner, den er besiegte, war Andre the Giant, der ebenfalls mehrfacher Champion war.
Schon während seiner aktiven Zeit als Wrestler war Bock als Hotelier und Filmschauspieler im Film „Hurricane Rosie“ als „Mike Fernandez“ tätig. 1982 beendete er seine Wrestling-Karriere im Alter von 37 Jahren.
Nach der sportlichen Karriere
Nach etwa einem Jahr Bauzeit eröffnete er am 30. November 1983 die Rockfabrik Ludwigsburg („Rofa“) in einer ehemaligen Fabrik für Kühlschränke. Ideengeber hierzu war damals Otto Rossbacher, der heute zusammen mit Christian Albrecht die Geschäftsführung innehat. Die Rockfabrik Ludwigsburg zog vor allem in den 80er und 90er-Jahren zahlreiche bekannte Bands wie Metallica, Iron Maiden, Manowar, Nazareth, Mötley Crüe, Scorpions, Queen, Doro, Hammerfall, InExtremo, Subway to Sally an. Bis zur Schließung der Rockfabrik Ende 2019 war die Diskothek eine Institution, die deutschlandweit bekannt war.
2021 erschien über ihn die Roman-Biographie "BOCK! Im Kampf gegen Stiere und sich selbst", verfasst von dem deutschen Journalisten Andreas Matlé, veröffentlicht im Heftiger Verlag (ISBN 978-3-9504934-0-5).

## Internationale Erfolge (Amateure)
(OS = Olympische Spiele, WM = Weltmeisterschaft, EM = Europameisterschaft, F = Freistil, GR = griechisch-römischer Stil, S = Schwergewicht, SS = Superschwergewicht, damals bis 1968 über 97 kg Körpergewicht und ab 1969 über 100 kg Körpergewicht)
| Jahr | Platz | Wettbewerb                        | Stil | Gewichtsklasse | |
| 1965 | 2.    | Klippan-Turnier                   | GR   | Schwer         | hinter Ragnar Svensson, Schweden, vor Miodrag Citakovic, Jugoslawien |
| 1965 | 3.    | "Iwan-Poddubny"-Turnier in Moskau | GR   | Schwer         | hinter Nikolai Schmakow und Anatoli Roschtschin, beide UdSSR |
| 1966 | 2.    | Klippan-Turnier                   | GR   | Schwer         | hinter Ragnar Svensson, vor Walter Kleemann, Dänemark |
| 1966 | 4.    | EM in Essen                       | GR   | S              | mit Siegen über Bekir Aksu, Türkei, Josef Schummer, Luxemburg, Unentschieden gegen Petr Kment, Tschechoslowakei, und Anatoli Roschtschin, UdSSR, und einer Niederlage gegen István Kozma, Ungarn |
| 1968 | 5.    | EM in Västerås                    | GR   | Schwer         | mit Sieg gegen Raymond Uyttergaeghe, Belgien, und Unentschieden gegen Edward Wojda, Polen, Ragnar Svensson, Schweden, und Anatoli Kotschnew, UdSSR                                               |
| 1968 | 6.    | EM in Skopje                      | F    | Schwer         | mit Sieg über Bruno Jutzeler, Schweiz, Unentschieden gegen Arne Robertsson, Schweden, und László Nyers, Ungarn, und einer Niederlage gegen Alexander Medwed, UdSSR                               |
| 1968 | 11.   | OS in Mexiko-Stadt                | GR   | Schwer         | mit einem Unentschieden gegen Ragnar Svensson und Niederlagen gegen Anatoli Roschtschin, UdSSR, und Stefan Petrow, Bulgarien                                                                     |
| 1969 | 1.    | Klippan-Turnier                   | GR   | Superschwer    | vor Anatoli Kotschnew, UdSSR, Jürgen Klinge, DDR, und Arne Robertsson, Schweden |
| 1970 | 1.    | EM in Berlin (Ost)                | GR   | Superschwer    | mit Siegen über Raimo Karlsson, Finnland, József Csatári, Ungarn, Wojda, Kotschnew und Alexandar Tomow, Bulgarien, und einem Unentschieden gegen Petr Kment, CSSR                                |
| 1970 | 7.    | WM in Edmonton                    | GR   | Superschwer    | mit Sieg über Istvan Semeredi, Jugoslawien, einem Unentschieden gegen Roschtschin und einer Niederlage gegen Tomow                                                                               |
| 1972 | 4.    | EM in Kattowitz                   | GR   | Superschwer    | mit Siegen über Karl Bachmann, Schweiz, Giuseppe Marcucci, Italien, und Raimo Karlsson und einer Niederlage gegen Victor Dolipschi, Rumänien; danach Aufgabe wegen Verletzung                    |

## Deutsche Meisterschaften
| Jahr | Platz | Altersgruppe | Stil | Gewichtsklasse | Ergebnis                                                                                     |
| 1961 | 2.    | Jugend A     | F    | über 79 kg KG  | hinter Heinz Kiehl, Oggersheim, vor Jürgen Schaubruch, Weisenau, und Arthur Kopp, Ravensburg |
| 1962 | 1.    | Jugend A     | F    | über 79 kg KG  | vor Karl-Heinz Lindenau, Berlin, und Manfred Schumann, Bonn-Duisdorf                         |
| 1962 | 1.    | Junioren     | F    | Schwer         | vor Werner Burghard, Brötzingen, und Berthold Stickler, Kahl                                 |
| 1963 | 3.    | Senioren     | F    | Schwer         | hinter Wilfried Dietrich, Schifferstadt, und Heinz Volb, Eckenheim                           |
| 1965 | 1.    | Junioren     | GR   | Schwer         | vor Gerd Volz, Oggersheim, und H. Krumrück, Schwenningen                                     |
| 1965 | 2.    | Senioren     | F    | Schwer         | hinter Wilfried Dietrich und vor Helmut Löw, Nürnberg                                        |
| 1966 | 2.    | Senioren     | F    | Schwer         | hinter Wilfried Dietrich und vor Heinz Eichelbaum, Witten                                    |
| 1966 | 2.    | Senioren     | GR   | Schwer         | hinter Wilfried Dietrich und vor Heinz Eichelbaum                                            |
| 1968 | 1.    | Senioren     | F    | Schwer         | vor Josef Gammel, München, und Heinz Eichelbaum                                              |
| 1968 | 3.    | Senioren     | GR   | Schwer         | hinter Heinz Eichelbaum und Horst Schwarz, Untertürkheim                                     |
| 1969 | 1.    | Senioren     | F    | Superschwer    | vor Heinz Eichelbaum und Gerd Volz, Ludwigshafen am Rhein                                    |
| 1969 | 1.    | Senioren     | GR   | Superschwer    | vor Horst Schwarz und Gerd Volz                                                              |
| 1970 | 2.    | Senioren     | GR   | Superschwer    | hinter Horst Schwarz und vor Josef Gammel                                                    |
| 1971 | 2.    | Senioren     | GR   | Superschwer    | hinter Horst Schwarz und vor Josef Gammel                                                    |
| 1972 | 1.    | Senioren     | GR   | Superschwer    | vor Horst Schwarz und Jürgen Bethmann                                                        |